# Oskar Varnhagen
Oskar Max Varnhagen (* 4. September 1873 in Arolsen; † 6. Februar 1956 in Korbach) war ein deutscher Rechtsanwalt und Politiker (NLP, DVP).

## Leben
Varnhagen war der Sohn von Robert Varnhagen (1818–1903) und dessen zweiter Ehefrau Hedwig, geborene Kneuper (1841–1932). Er heiratete am 8. Juni 1918 in Arolsen Linda Meta Marie Rösener (1876–1952).
Varnhagen studierte Rechtswissenschaften in Tübingen und Berlin und war seit 1909 Rechtsanwalt in Korbach. Bei der Reichstagswahl 1912 kandidierte er im Reichstagswahlkreis Waldeck-Pyrmont für die NLP, konnte sich aber mit 2037 Stimme bzw. 17,4 % nicht für die Stichwahl qualifizieren. Nach der Novemberrevolution schloss er sich der DVP an und trat bei der Wahl zur Verfassungsgebenden Waldeck-Pyrmonter Landesvertretung 1919 als deren Spitzenkandidat an. Er war 1919 bis 1929 Mitglied der Landesvertretung des Freistaates Waldeck-Pyrmont. 1922 trat er für den Waldeckischen Landeswahlverband (eine gemeinsame Liste von DVP und DNVP) an, 1925 als Mittelstandsbund.